# ダイヤル177
『ダイヤル177』（ダイヤル いちなななな）は、1981年12月25日に発売された野口五郎の40枚目のシングルである。

## 概要
″177″ は電電公社の天気予報電話サービスの電話番号であるが、歌詞の内容は、恋人に愛想を尽かされた男が新しい愛人との親密な関係を偽装するためこれを利用するというもので、男の強がりをテーマとしている。

## 収録曲
- 全曲作詞：伊藤アキラ／作曲・編曲：山中涼平

1. ダイヤル177
2. 君よ雪になれ